# Chino Moreno
Camilo Wong Moreno (Sacramento, California, 20 de junio de 1973), más conocido como Chino Moreno, es un músico estadounidense de ascendencia mexicana y china. Es el cantante y, ocasionalmente, guitarrista de la banda de metal alternativo Deftones.
Chino figura en el puesto 51 en la lista de Los 100 mejores vocalistas del metal de todos los tiempos según la revista Hit Parader.

## Biografía
Chino Moreno nació en Sacramento, California y tiene ascendencia china por parte de madre y ascendencia mexicana por parte paterna.
Chino Moreno tuvo su primer contacto con la banda tras pasar con éxito una prueba de canto ante los que serían sus compañeros. Ya en la banda, comienzan a ensayar mientras estudian bachillerato en el instituto. Tras ese momento, casi veinte años de carrera con Deftones, ocho álbumes de estudio, una maqueta y un disco recopilatorio de rarezas. Todo ello acompañado de continuas giras mundiales y el reconocimiento del público y la crítica a una de las bandas fundamentales en el desarrollo de los orígenes del nu metal, pero con un estilo propio, un sonido que caracteriza a Deftones de las demás bandas de metal alternativo. La recompensa llegó en 2001 con la concesión del premio Grammy a la Mejor Actuación Metal, por el tema "Elite", del álbum White Pony.
Una de las características principales de Chino Moreno es la capacidad creativa que tan buenas críticas ha recibido por sus letras, su voz y el propio sonido Deftones donde combinan riffs duros y desgañitadas voces con ambientes melódicos más etéreos y sutiles. Gran influencia ha tenido en Chino grupos de los años 1980 como The Cure, donde admite que "muchas ideas las saco de ellos, no tanto de sus temas pop, sino de la música más oscura, la que usa más metáforas. Me inspiro en sus escenas, en sus sentimientos. Me gusta no decir las cosas directamente, sino que tengan que interpretarse, desenterrar el sentido. Mucha de la música con la que crecí en los ochenta era así".
Tiene dos hijos de su primer matrimonio con Celeste Schroeder, los cuales se llaman Kristian y Jakobe. En 2012, se casó con Risa Mora con la que tiene una hija llamada Lola.

### Proyectos paralelos
Durante la grabación de White Pony, Chino comenzó a trabajar en la creación de un proyecto paralelo a Deftones, donde pudiera desarrollar músicas experimentales que tanto le han influido y que ha trasmitido a Deftones. Por lo tanto, en 2000 fundó Team Sleep, una banda de trip hop, rock experimental y ambiental. Y es que Chino Moreno ha trabajado con varias bandas mientras desarrollaba su carrera musical en Deftones. Bandas como Cypress Hill, Will Haven o Far han recibido la colaboración y el apoyo de Chino. "No se trata de que vaya por ahí buscando estar en los discos de otra gente. Si me lo piden y son buena gente, amigos o un grupo al que respeto entonces hago algo con ellos. Con Cypress Hill, ellos me llamaron y yo siempre he sido un fan del grupo así que hacer algo con ellos era un privilegio. En cuanto a los grupos a los que apoyamos, no lo hacemos para que sean grandes, sino porque si disfruto con ellos quiero que mucha otra gente lo haga. Will Haven son un gran grupo y no son como los demás. La próxima vez que vayamos a Europa nos llevaremos a Glassjaw de gira. Hacen algo parecido a lo que nosotros hacíamos en el pasado. Me gustan mucho más que cosas que están teniendo más éxito últimamente en América", asegura Chino cuando se le pregunta por sus colaboraciones con otras bandas".

## Álbumes favoritos
En 2010, Moreno fue invitado por la revista en línea The Quietus para expresar comentarios sobre sus trece álbumes favoritos y sus trasfondos.
Sus elecciones fueron:
- Brian Eno – Small Craft on a Milk Sea (2010)
- Bohren & der Club of Gore – Sunset Mission (2000)
- Fever Ray – Fever Ray (2009)
- Girls Against Boys – Venus Luxure No. 1 Baby (1993)
- Interpol – Turn On the Bright Lights (2002)
- Hum – You'd Prefer an Astronaut (1995)
- M83 – Saturdays = Youth (2008)
- Pantha du Prince – Black Noise (2010)
- Sade – Love Deluxe (1992)
- Air – Talkie Walkie (2004)
- Too $hort – Born to Mack (1987)
- Spain – The Blue Moods of Spain (1995)
- Tortoise – Standards (2001)

## Equipamiento
Guitarras
- Gibson 1961 SG
- Fender Mustang
- Fender Jaguar
- ESP Viper 301

Amplificadores y gabinetes
- Orange Music Electronic Company KT88 180watt Amplifier.
- Orange Music Electronic Company 4x12 Cabinets.
- Marshall 1960B 4x12 Cabinet.
- ISP Technologies Vector SL 600 watt 15" Guitar Subwoofer cabinets.

Efectos
- Boss CE5 Chorus
- Boss DD6 Delay
- Varios pedales de efectos Boss.

Micrófonos
- Micrófono Shure SM58

## Participaciones
Chino Moreno fue músico invitado de otras bandas grabando canciones como las siguientes:
- "Wicked" - Cover de Ice Cube en el disco Life Is Peachy de Korn (1996).
- "Will To Die" - del disco In This Defiance de Strife (1997).
- "First Commandment" - del disco Soulfly de Soulfly (1998).
- "Bender" - del disco Home de Sevendust (1999)
- "(Rock) Superstar" - del disco Skull and Bones de Cypress Hill (2000).
- "Danger Girl" - del disco Tried + True de Tinfed (2000).
- "Pain" - del disco Primitive de Soulfly (2000).
- "Things!" - del disco Hesher de Hesher (2001).
- "Ashamed" - del disco Never A Dull Moment de Tommy Lee (2002).
- "The Hours" - del disco White People de Handsome Boy Modelling School (2004).
- "Paralytic" y "Crashing Down" - del disco Vices de Dead Poetic (2006).
- "Zombie Eaters" - cover de Faith No More del discoThe Undercover Sessions de Ill Niño (2006).
- "Rock for Light" - del disco Family Compilation Vol. 3 de Bad Brains (2006).
- "A Day In The Life Of A Poolshark (remix)" - del disco A Day In The Life Of A Poolshark de Idiot Pilot (2006).
- "Fistful of Nothing" - del disco Runs Astray de Atomic Six (2007).
- "Vengeance is Mine" - del disco Droid de Droid (2007).
- "Wall" - del disco HAKAI de Wagdug Futuristic Unity (2008).
- "Caviar" - del disco Dance Gavin Dance de Dance Gavin Dance (2008).
- "Say It Ain't So" - Cover de Weezer.
- "Surrender your sons"-del disco "The Antimother" de Norma Jean (2008).
- "Reprogrammed to Hate" - del disco A New Era of Corruption de Whitechapel (2010)..
- "Razors Out" - del disco The Raid: Redemption Score de Mike Shinoda (2012).
- "Hexes" - del disco Resident Evil: Retribution de Bassnectar (2012).
- "Right Outside" - del disco "Beautiful Things" de Anthony Green (2012).
- "Embers" - del disco "Sturm und Drang" de Lamb of God (2015)
- Tour por Sudamérica de System of A Down en el Rock in Rio (cantante)
- "Lift Off" - del disco "Post Traumatic" de Mike Shinoda con Machine Gun Kelly (2018)
- "Disparan (Fill the Skies)" sencillo de Como Asesinar a Felipes (band) (2018)
- "GERONIMO" - del disco "Neon Shark vs Pegasus" de Trippie Redd (2021)
- "Bloodbath" - del disco "Remember That You Will Die" de Polyphia (2022)
- "Anti-Life" - del disco "Dark Nights: Death Metal" de HEALTH (2022)

## Discografía

### ConDeftones
- Adrenaline (1995, Maverick Records/Warner Bros.)
- Around the Fur (1997, Maverick Records/Warner Bros.)
- White Pony (2000, Maverick Records)
- Deftones (2003, Maverick Records)
- Saturday Night Wrist (2006, Maverick Records)
- Diamond Eyes (2010, Warner Bros. Records/Reprise Records)
- Koi No Yokan (2012, Reprise Records)
- Gore (2016, Reprise Records)
- Ohms (2020, Reprise Records)

### ConTeam Sleep
- Team Sleep - (2005)

### Con Crosses (†††)
- Crosses - (2011) (Sumerian Records)
- Crosses - (2014) (Sumerian Records)
- Crosses - (2022) (Sumerian Records)

### ConPalms
- Palms - (2013) (Ipecac Recordings)